# Dromo

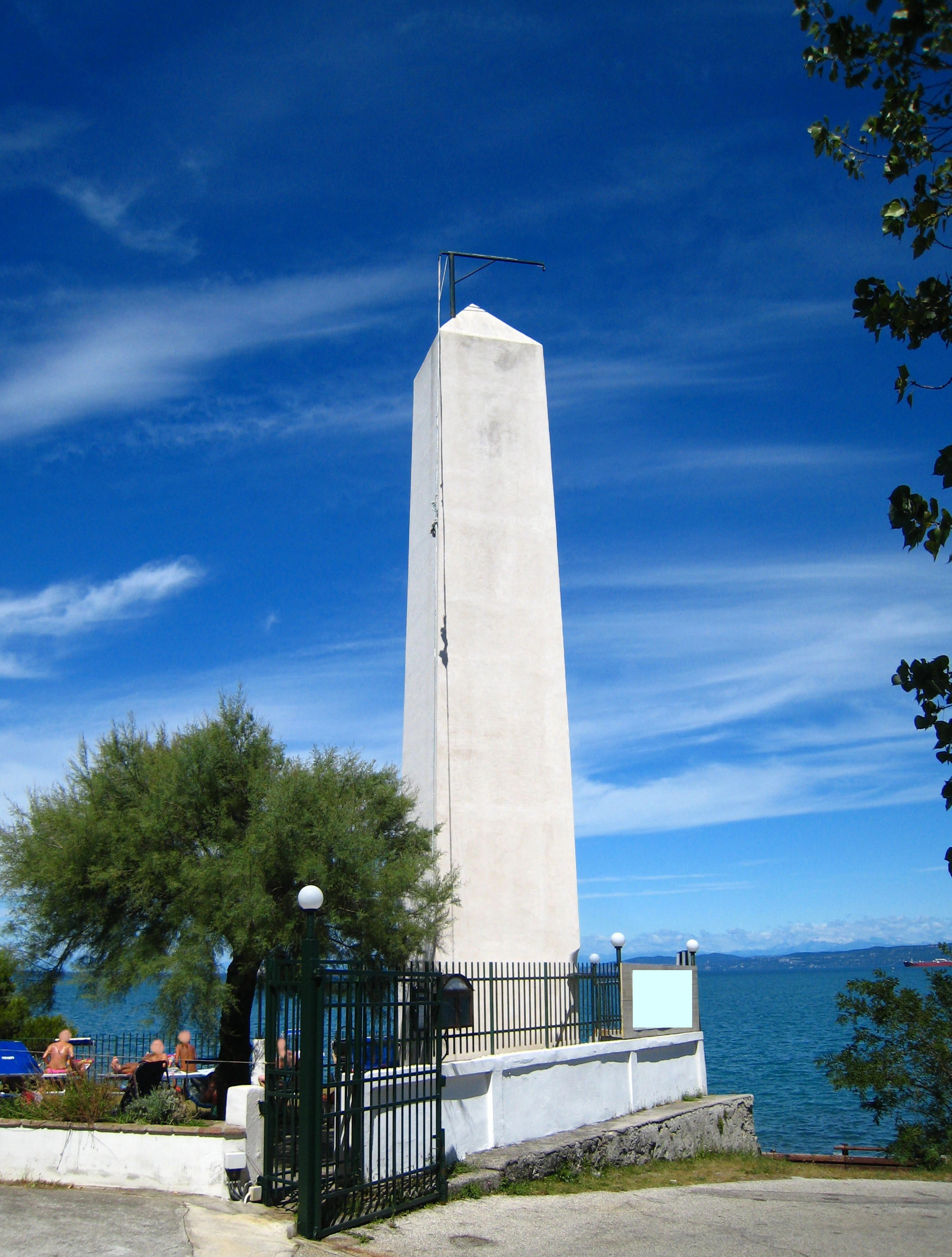
Un esempio di dromo

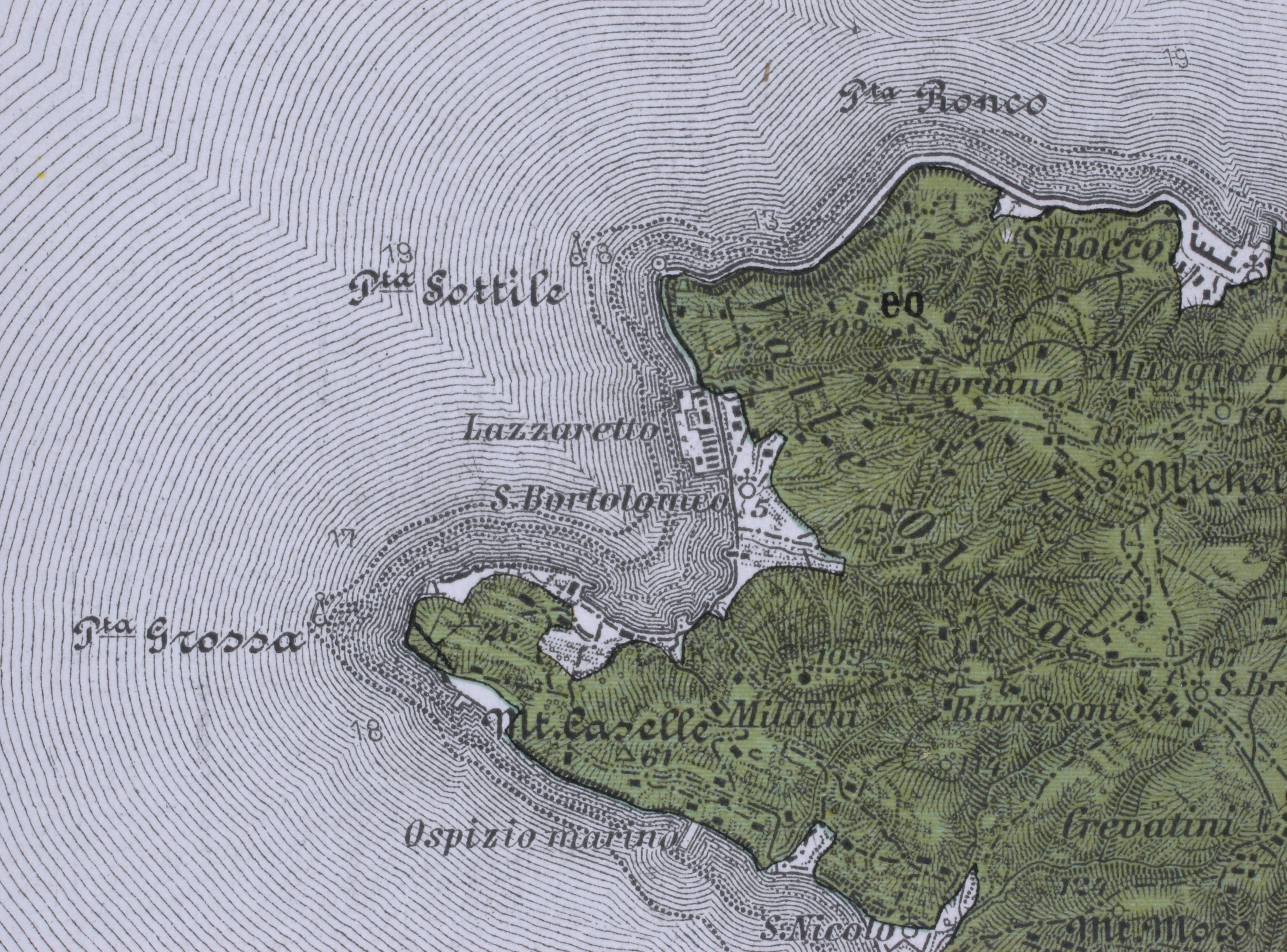
Carta del 1920, Baia di San Bartolomeo, con indicazioni dei punti di navigazione (Dromo)

Il dromo è un punto di riferimento artificiale che viene eretto sulla costa ove non esistono altri punti notevoli utili al riconoscimento ed al rilevamento nella navigazione costiera diurna.
Il manufatto può avere forma di parallelepipedo, di colonna, di tronco di cono, di obelisco, oppure altre forme, ma deve comunque avere caratteristiche tali da poter essere visto da lontano stando in mare. 
A volte sono posti in coppia (uno più in alto dell'altro) in modo da consentire a chi sta in mare di allinearli, determinando quindi la sua posizione in base alla retta che li congiunge.
Talvolta vengono chiamati dromi anche le file di segnalazioni ognuna delle quali è costituita dall'insieme di tre pali che vengono conficcati nei bassofondali per indicare la vie d'acqua, e che comunemente vengono chiamate briccole.